# Grobya galeata
Grobya galeata är en orkidéart som beskrevs av John Lindley. Grobya galeata ingår i släktet Grobya och familjen orkidéer. Inga underarter finns listade i Catalogue of Life.